# Campionati del mondo di atletica leggera 1995 - Eptathlon

## Podio
| Oro     | Ghada Shouaa Siria (SYR)        |
| Argento | Svetlana Moskalets Russia (RUS) |
| Bronzo  | Rita Ináncsi Ungheria (HUN)     |

## Record
| Record prima dei campionati | Record prima dei campionati | Record prima dei campionati | Record prima dei campionati | Record prima dei campionati |
| --------------------------- | --------------------------- | --------------------------- | --------------------------- | --------------------------- |
| Record mondiale             | Jackie Joyner-Kersee (USA)  | 7291                        | 24 Settembre 1988           | Seul, Corea del Sud         |
| Record dei campionati       | Jackie Joyner-Kersee (USA)  | 7128                        | 1 settembre 1987            | Roma, Italia                |

## Risultati
| Rank | Athlete                     | Points | 100h  | SA   | SP    | 200   | SL   | LG    | 800     |
| ---- | --------------------------- | ------ | ----- | ---- | ----- | ----- | ---- | ----- | ------- |
| 1    | Ghada Shouaa (SYR)          | 6651   | 14.11 | 1.86 | 15.16 | 24.21 | 6.30 | 54.92 | 2:14.33 |
| 2    | Svetlana Moskalets (RUS)    | 6575   | 13.48 | 1.89 | 13.60 | 23.51 | 6.70 | 41.08 | 2:16.32 |
| 3    | Rita Ináncsi (HUN)          | 6522   | 13.61 | 1.83 | 14.73 | 24.38 | 6.53 | 46.66 | 2:16.56 |
| 4    | Eunice Barber (SLE)         | 6340   | 13.60 | 1.80 | 11.43 | 24.66 | 6.50 | 52.44 | 2:16.54 |
| 5    | Kym Carter (USA)            | 6329   | 13.88 | 1.80 | 15.45 | 24.03 | 6.13 | 38.54 | 2:10.48 |
| 6    | Regla Maria Cárdenas (CUB)  | 6306   | 13.83 | 1.80 | 13.97 | 23.77 | 6.46 | 41.72 | 2:19.09 |
| 7    | Denise Lewis (GBR)          | 6299   | 13.52 | 1.74 | 13.24 | 24.97 | 6.57 | 49.70 | 2:19.35 |
| 8    | LeShundra Nathan (USA)      | 6258   | 13.89 | 1.80 | 13.83 | 24.30 | 6.27 | 46.22 | 2:19.54 |
| 9    | Urszula Włodarczyk (POL)    | 6248   | 13.74 | 1.86 | 13.79 | 24.02 | 6.37 | 37.76 | 2:19.46 |
| 10   | Kelly Blair-LaBounty (USA)  | 6229   | 13.74 | 1.74 | 11.91 | 24.22 | 6.41 | 50.26 | 2:17.84 |
| 11   | Nathalie Teppe (FRA)        | 6213   | 14.03 | 1.77 | 13.89 | 25.76 | 6.04 | 56.04 | 2:17.79 |
| 12   | Sharon Jaklofsky (NLD)      | 6148   | 13.56 | 1.77 | 12.94 | 24.88 | 6.53 | 41.30 | 2:19.06 |
| 13   | Tiia Hautala (FIN)          | 6135   | 13.98 | 1.80 | 12.78 | 24.75 | 6.02 | 47.20 | 2:15.14 |
| 14   | Jane Jamieson (AUS)         | 6133   | 14.43 | 1.86 | 12.75 | 24.86 | 6.18 | 45.04 | 2:15.84 |
| 15   | Irina Tyukhay (RUS)         | 6112   | 13.58 | 1.80 | 14.36 | 24.53 | 6.42 | 40.42 | 2:30.13 |
| 16   | Tina Rättyä (FIN)           | 6095   | 14.05 | 1.71 | 13.51 | 24.98 | 6.10 | 47.52 | 2:13.41 |
| 17   | Remigija Nazarovienė (LTU)  | 6026   | 13.98 | 1.74 | 13.42 | 24.81 | 6.04 | 45.38 | 2:18.08 |
| 18   | Yelena Lebedenko (RUS)      | 5920   | 13.93 | 1.68 | 13.24 | 24.72 | 6.42 | 40.00 | 2:21.90 |
| 19   | Anzhela Atroshchenko (BLR)  | 5915   | 14.01 | 1.77 | 12.99 | 24.20 | 6.12 | 39.20 | 2:24.06 |
| 20   | Karin Periginelli (ITA)     | 5613   | 14.49 | 1.71 | 11.46 | 24.93 | 5.56 | 41.16 | 2:13.74 |
|      | Peggy Beer (DEU)            | DNF    | 13.88 | 1.74 | 13.24 | 24.88 | 4.08 | DNS   |         |
|      | Catherine Bond-Mills (CAN)  | DNF    | 13.92 | 1.80 | 13.16 | 24.94 | NM   | DNS   |         |
|      | Manuela Marxer (LIE)        | DNF    | 13.83 | 1.74 | 13.23 | 24.40 | NM   | DNS   |         |
|      | Svetlana Kazanina (KAZ)     | DNF    | 15.97 | 1.71 | 12.56 | 25.06 | NM   | DNS   |         |
|      | Heike Daute-Drechsler (DEU) | DNF    | 13.86 | 1.80 | 13.12 | DNS   |      |       |         |
|      | Dagmar Urbankova (CZE)      | DNF    | 14.36 | 1.65 | 11.35 | DNS   |      |       |         |
|      | Sabine Braun (DEU)          | DNF    | 13.41 | 1.80 | DNS   |       |      |       |         |
|      | Magalys García (CUB)        | DNF    | 13.52 | 1.68 | NM    | DNS   |      |       |         |
|      | Chun-Ping Ma (TPE)          | DNF    | 14.95 | 1.68 | DNS   |       |      |       |         |
|      | Joanne Henry (NZL)          | DNF    | 14.73 | 1.62 | DNS   |       |      |       |         |